# Bieleckie
Bieleckie [pronunciación en polaco: /bjɛˈlɛt͡skʲɛ/] es un pueblo en el distrito administrativo de Gmina Urszulin, dentro del condado de Włodawa, Voivodato de Lublin, en el este de Polonia. Se encuentra a unos 33 kilómetros al suroeste de Włodawa y 45 kilómetros al este de la capital regional Lublin.